# Ripe Banana Skins
Ripe Banana Skins (también conocida como RBS) es una banda de ska punk de Asunción. La banda se formó en 2001 y es una de las más populares de punk en Paraguay.

## Historia
La banda fue el resultado de la fusión de otras dos bandas: Toilete Flush y Fugu. El primer nombre de la banda fue Blackfly, pero una vez que establecieron su sonido, cambiaron el nombre a Ripe Banana Skins. La banda grabó algunas maquetas y rápidamente ganó seguidores gracias a sus giras y a ser teloneros de la muy popular banda paraguaya de rock Flou. Esto les permitió hacer giras extensas por Paraguay, así como por Brasil y Argentina.
En noviembre de 2003, la banda comenzó a grabar su primer álbum homónimo, que rápidamente subió en las listas tras su lanzamiento en 2005. RBS también participó en el popular festival paraguayo de rock Quilmes Rock, tocando frente a más de 40.000 personas. En 2009, su música formó parte de una recopilación realizada por Itaú Cultural para un proyecto llamado Rumos Música, que reunió música de 5 países latinoamericanos en 8 discos dobles y la transmitió por radio en internet; ellos, junto al arpista Kike Pedersen, fueron los únicos representantes de Paraguay.
En 2021, la banda recibió un premio de la Asociación de Críticos de Cine de Argentina por componer la banda sonora de la película argentina Las buenas intenciones.

## Discografía
Ripe Banana Skins (2005)
Oído Antena (2012)
Las buenas intenciones (2019)

## Otros trabajos
La banda también ha contribuido con algunas canciones en otros álbumes como Pásalo y Que No Vuelva, una recopilación de canciones de bandas sudamericanas de ska punk, y El Nuevo Vuelo del Rock, una recopilación de bandas de rock paraguayas.

## Integrantes
Andrés Selich – (Cantante)
Rodrigo Cristaldo – (Cantante)
Pablo G. Blaya – (Guitarra)
Marcelo Soler – (Batería)
Victor “Pepu” Montanaro – (Guitarra)
Ricardo Velázquez – (Bajo)

## Exintegrantes
Fernando Uriarte – (Batería)